# Melanocharacidium
Melanocharacidium är ett släkte av fiskar. Melanocharacidium ingår i familjen Crenuchidae.
Kladogram enligt Catalogue of Life:
| Melanocharacidium | \| \| Melanocharacidium auroradiatum \| \| \| \| \| \| Melanocharacidium blennioides \| \| \| \| \| \| Melanocharacidium compressus \| \| \| \| \| \| Melanocharacidium depressum \| \| \| \| \| \| Melanocharacidium dispilomma \| \| \| \| \| \| Melanocharacidium melanopteron \| \| \| \| \| \| Melanocharacidium nigrum \| \| \| \| \| \| Melanocharacidium pectorale \| \| \| \| \| \| Melanocharacidium rex \| \| \| \| |
|                   | \| \| Melanocharacidium auroradiatum \| \| \| \| \| \| Melanocharacidium blennioides \| \| \| \| \| \| Melanocharacidium compressus \| \| \| \| \| \| Melanocharacidium depressum \| \| \| \| \| \| Melanocharacidium dispilomma \| \| \| \| \| \| Melanocharacidium melanopteron \| \| \| \| \| \| Melanocharacidium nigrum \| \| \| \| \| \| Melanocharacidium pectorale \| \| \| \| \| \| Melanocharacidium rex \| \| \| \| |
|                   | Ammocryptocharax |
|                   | |
|                   | Characidium |
|                   | |
|                   | Crenuchus |
|                   | |
|                   | Elachocharax |
|                   | |
|                   | Geryichthys |
|                   | |
|                   | Klausewitzia |
|                   | |
|                   | Leptocharacidium |
|                   | |
|                   | Microcharacidium |
|                   | |
|                   | Odontocharacidium |
|                   | |
|                   | Poecilocharax |
|                   | |
|                   | Skiotocharax |
|                   | |
|                   | Melanocharacidium auroradiatum |
|                   | |
|                   | Melanocharacidium blennioides |
|                   | |
|                   | Melanocharacidium compressus |
|                   | |
|                   | Melanocharacidium depressum |
|                   | |
|                   | Melanocharacidium dispilomma |
|                   | |
|                   | Melanocharacidium melanopteron |
|                   | |
|                   | Melanocharacidium nigrum |
|                   | |
|                   | Melanocharacidium pectorale |
|                   | |
|                   | Melanocharacidium rex |
|                   | |

|  | Melanocharacidium auroradiatum |
|  |                                |
|  | Melanocharacidium blennioides  |
|  |                                |
|  | Melanocharacidium compressus   |
|  |                                |
|  | Melanocharacidium depressum    |
|  |                                |
|  | Melanocharacidium dispilomma   |
|  |                                |
|  | Melanocharacidium melanopteron |
|  |                                |
|  | Melanocharacidium nigrum       |
|  |                                |
|  | Melanocharacidium pectorale    |
|  |                                |
|  | Melanocharacidium rex          |
|  |                                |